# Formosatettix prominemarginus
Formosatettix prominemarginus är en insektsart som beskrevs av Zhong, Yulin och Z. Zheng 2003. Formosatettix prominemarginus ingår i släktet Formosatettix och familjen torngräshoppor. Inga underarter finns listade i Catalogue of Life.